# ケビン・M・マーフィー
ケビン・マイルズ・マーフィー（Kevin Miles Murphy、1958年 - ）は、シカゴ大学ブース・スクール・オブ・ビジネスの経済学特別功労教授で、フーバー研究所のシニア・フェロー。 

## 経歴
カリフォルニア大学ロサンゼルス校で1981年に学士号（経済学、ファイ・ベータ・カッパ）を取得。シカゴ大学で1986年に博士号（論文はSpecialization and Human Capital）を取得した。
マーフィーは、米国におけるホワイトカラー労働者とブルーカラー労働者の所得格差の拡大原因に関する研究や、所得格差の拡大を熟練労働者の需要拡大と結びつける研究で知られている。それ以外の彼の研究では、経済成長、所得格差、医学研究の評価、合理的嗜癖、失業などのテーマを取り扱っている。
マーフィーは、イラク戦争での費用便益分析を含む様々なテーマについて50以上の論文を執筆している。
1997年にアメリカ経済学会から権威あるジョン・ベイツ・クラーク賞を授与された。これは40歳未満の最も優れたアメリカ合衆国の経済学者を対象に2年に一度与えられるもので、経済学で2番目に権威ある賞（ノーベル経済学賞に次ぐもの）だと広く見なされている。2008年 ジョン・フォン・ノイマン賞、2010年トムソン・ロイター引用栄誉賞受賞。
彼はまた、マッカーサー・フェローの2005年受賞者の一人に選出された。この制度はしばしば「天才助成金」と称される。

## 主な著作
- Measuring the Gains from Medical Research: An Economic Approach (edited volume with Robert H. Topel) University of Chicago Press, 2003.
- Social Economics: Market Behavior in a Social Environment (with Gary S. Becker). Cambridge, MA : Harvard University Press (The Belknap Press), 2000.